# لقلقي ترانسفالي
لقلقي ترانسفالي (الاسم العلمي:Pelargonium transvaalense) هو نوع من النباتات يتبع جنس اللقلقي من الفصيلة الغرنوقية.